# Cylindrosella
Genre
Cylindrosella est un genre de coléoptères de la famille des Ptiliidae.

## Liste des espèces
Selon Catalogue of Life (3 mars 2021) :
- Cylindrosella dampfi Barber, 1924